# Винник Теодор
Теодор (Федір) Винник (* 8 червня 1901, Харківська губернія — † 9 грудня 1970, м. Торонто, Канада) — український військовий та громадський діяч.

## Життєпис
Уродженець Харківської губернії, (за певними джерелами у місті Мерефа).
З 1918 року в Армії УНР, учасник бою під Крутами був у складі Гайдамацького кошу. Згодом брав участь у Першому Зимовому поході.
Учасник Другого Зимового походу Армії УНР.
У міжвоєнний час проживав у Варшаві. 
Влітку 1944 року служив у відділі постачання і забезпечення дивізії Ваффен СС «Галичина» у званні ваффен-оберштурмфюрер (старший лейтенант). Після битви під Бродами переведений до верстатної роти, в якій прослужив до кінця війни. Перебував у полоні в Ріміні, згодом проживав у Великій Британії. 
В 1949 році емігрував до Канади. Член Об'єднання бувших вояків-українців у Канаді.
Помер 9 грудня 1970 року. Похований на цвинтарі Йорк в Торонто.